# ЛАЗ-695
ЛАЗ-695 «Львів» (рус. «Львов») — советский и украинский городской высокопольный автобус среднего класса, разработанный на Львовском автобусном заводе. Кроме Львова, выпускался также в Днепропетровске (сохраняя при этом название «Львів»).
Автобус не раз подвергался модернизациям, в основном с изменениями во внешнем виде корпуса, но при этом общая размерность, компоновка кузова и основные агрегаты автобуса оставались прежними. Самым значительным изменением относительно базового первого поколения 695/695Б/695Е/695Ж была модернизация передней и задней части в два этапа — сначала во втором поколении 695М была изменена задняя часть (с заменой одного крупного «турбинного» воздухозаборника сзади крыши на двое боковых «жабр») при почти неизменной передней маске, а затем третье поколение 695Н/695НГ/695Д получило также и осовремененную переднюю часть («зализанная» форма сменилась на «козырьковую»). Кроме того, менялись заводские эмблемы и междуфарное пространство на передке (как от поколения к поколению, так и в пределах поколений; например, в третьем — от алюминиевой фальшрадиаторной решётки до такой же чёрно-пластмассовой и затем — полного её удаления), фары и подфарники, передние бампера, колпаки колёс и прочее.
Есть основание полагать, что была выпущена небольшая партия автобусов с автоматической КПП (ЛАЗ-695Э)[уточнить].
Не лишённый ряда недостатков (теснота салона и дверей, нередкий перегрев двигателя автобусов 2-го и 3-го поколений и тому подобное), автобус характеризовался простотой конструкции и неприхотливостью при эксплуатации на всех категориях автомобильных дорог. На постсоветском пространстве до сих пор используются как произведённые в XXI веке, так и автобусы ЛАЗ-695 1976—2000 годов выпуска. В Белоруссии последние автобусы модели ЛАЗ-695 были сняты с эксплуатации в июле 2007 года. Даже не учитывая заказную сборку мелкосерийными партиями на ДАЗе, массовое производство автобусов на ЛАЗе шло в течение 45 лет. Общее число выпущенных автобусов ЛАЗ-695 составляет около 250 тысяч машин (только 695М — более 52 тысяч и 695Н — около 176 тысяч машин).

## Предыстория
В 1949 году на заводе начали изготавливать автомобильные фургоны, прицепы, автокраны и (опытная партия) электромобили. С освоением автомобильного производства на заводе сформировался конструкторский коллектив под руководством В. В. Осепчугова. Сначала на завод планировали передать выпуск устаревавших автобусов ЗИС-155 с московского Завода имени Сталина, но подобная перспектива не вдохновила молодой коллектив завода и его КБ. С поддержкой первого директора ЛАЗа Б. П. Кашкадамова Осепчугов буквально заразил молодых конструкторов и производственников, только что покинувших институтские аудитории, «автобусной мечтой».
Инициатива разработки и производства новой модели автобуса была поддержана «в верхах» и для конструкторов ЛАЗа были закуплены образцы современных европейских автобусов с целью изучения актуальных тенденций в автомобильном дизайне и технологии: Магирус, Неоплан, Мерседес. При проектировании конструкции был учтён опыт «Мерседес Бенц 321», а внешние стилистические решения было решено выполнить в духе «Магируса»; при этом модель разрабатывалась заводом самостоятельно и была оригинальна. После изучения передовых конструкций и технологии производства ЛАЗ перешёл к созданию своего автобусного первенца, который был практически завершён к концу 1955 года.
Строительство первого ЛАЗ-695 было начато в 1955 году.

## Первые ЛАЗ-695 (1956—1958)
Весной 1956 года ЛАЗ изготовил первые опытные образцы автобуса ЛАЗ-695, в 1957 году была построена опытная серия автобусов.
Компоновка с расположением двигателя ЗИЛ-124 в заднем свесе автобуса была применена впервые в СССР. Цельносварной кузов ЛАЗ-695 также имел прогрессивную конструкцию. Все нагрузки воспринимались силовым основанием, которое представляло собой пространственную ферму из тонкостенных стальных труб прямоугольного сечения. С этим основанием жёстко связан каркас корпуса. Внешняя облицовка автобуса была выполнена из дюралюминиевых листов, которые крепились к каркасу кузова «электрозаклёпками» (точечной сваркой).
Двухдисковое сцепление и пятиступенчатая коробка передач были позаимствованы от автобуса ЗИЛ-158. Интересным нововведением была зависимая рессорно-пружинная подвеска колес автобуса, разработанная совместно со специалистами НАМИ. Дополнительно корректирующие пружины обеспечивали в целом подвеске нелинейную характеристику — её жесткость с увеличением нагрузки росла, в результате независимо от нагрузки создавались комфортабельные условия для пассажиров. Это обстоятельство завоевало высокую репутацию машинам ЛАЗ.
Но как городской автобус ЛАЗ-695 был несовершенен: отсутствовала накопительная площадка у входной двери, двери и проход между сиденьями имели недостаточную ширину. Моторный отсек в салоне занимал много места. Автобус наиболее удачно мог использоваться для пригородного сообщения, туристских и междугородних поездок. Поэтому сразу же были заложены в унифицированный ряд ещё 2 модели: туристическая ЛАЗ-697 и междугородная ЛАЗ-699.
Несмотря на определённые недостатки, ЛАЗ-695 выделялся среди других отечественных автобусов. Тонкие оконные стойки кузова со сдвижными форточками, встроенные в радиусные скаты крыши гнутые стёкла придавали автобусу лёгкий, «воздушный» вид. Большие радиусы закруглений на гранях и углах кузова создавали зрительный эффект обтекаемой машины.
Если сравнить ЛАЗ-695 с массовым городским автобусом того времени ЗИС-155, то первый вмещал на 5 пассажиров больше, был на 1040 мм длиннее, но на 90 кг легче и развивал такую же наибольшую скорость — 65 км/час.
Автобусы ЛАЗ-695 имели интересную особенность в конструкции. При необходимости автобус мог быть легко переработан под санитарную машину. Для этого достаточно было лишь демонтировать сиденья в салоне. В передней части автобуса, под лобовым стеклом справа от сиденья водителя, была предусмотрена дополнительная дверца в кузове для погрузки/выгрузки носилочных раненых и больных. Подобное новшество двойного назначения было вполне оправданным в те времена, когда создавался этот автобус.

## ЛАЗ-695Б (1958—1964)
В конце 1957 года ЛАЗ-695 впервые модернизировали: усилено основание кузова, введён пневмопривод открывания дверей вместо механического. Более того, с 1958 года вместо боковых воздухозаборников применён выведенный на заднюю часть крыши широкий «турбинный» раструб. Через него в моторный отсек поступал воздух, содержащий заметно меньше пыли. Также благодаря ему стала более красивой внутри задняя часть салона, так как моторный отсек был замаскирован. Изменениям подверглись также междуфарное оформление передка, тормозная система, отопление автобуса, изменился способ установки пассажирских сидений, наклон рулевой колонки водителя и многое другое. Кран управления дверьми с левой стороны панели приборов был перенесён к сиденью водителя с левой стороны, как на ЗИС-155 и ЗИЛ-158. Перегородка кабины водителя была низкой (не до потолка) и не имела прохода в салон. На более поздних машинах перегородка была поднята до потолка, но в то же время появился проход в салон. Сдвижные форточки окон стали более широкими.
На ЛАЗ-695Б ранних выпусков было двухдисковое сцепление и коробка передач с прямой четвёртой передачей и пятой ускоряющей. В дальнейшем стали устанавливать при том же шестицилиндровом рядном двигателе однодисковое сцепление и коробку передач с прямой пятой передачей.
Сначала серийные ЛАЗ-695Б сохраняли очень большую площадь остекления скатов крыши, но эксплуатационники постоянно жаловались на завод о слабости всей верхней части кузова автобусов. В результате из автобусов сначала исчезли застеклённые передние углы скатов крыши (осень 1958 года), а позднее значительно уменьшилось остекление задних скатов. Интересно, что в качестве эксперимента в 1959 году был изготовлен экземпляр автобуса ЛАЗ-695Б совсем без остекления скатов крыши, но, видимо, такой радикальный подход к увеличению жёсткости крыши тогда показался чрезмерным, и на серийных машинах остекление скатов оставили, только немного его сократив.
Позже, к осени 1959 года на автобусах ЛАЗ-695Б была немного изменена конструкция крыши спереди, в результате чего над лобовым стеклом автобуса появился первый небольшой козырёк-«кепочка». Благодаря этому внешний вид автобуса заметно улучшился.
Модернизированные автобусы ЛАЗ-695Б стали выпускать серийно с мая 1958 года (до конца 1958 года было построено 1000 штук ЛАЗ-695Б), в 1960 году завод полностью перешёл на выпуск ЛАЗ-695Б. Всего к 1964 году изготовили 16 718 комплектных автобусов первого поколения ЛАЗ-695Б, также на его базе 10 полностью комплектных троллейбусов ЛАЗ-695Т и 551 кузов для троллейбусов заводов ОдАЗ и КЗЭТ.
Один из выпущенных в 1959 году автобусов ЛАЗ-695 был изготовлен с экспериментальной резино-пневматической подвеской (разработанной специалистами НАМИ и НИИ шинной промышленности и установленной вместо стандартных рессор), ещё один ЛАЗ-695 вместо стандартной металлической обшивки из стальных и алюминиевых листов был изготовлен с пластмассовой облицовкой (что снизило массу автобуса на 300 кг).
На базе автобуса ЛАЗ-695Б выпускался автобус ЛАЗ-697 «Турист» с шестицилиндровым рядным двигателем ЗИЛ-158Л.

## ЛАЗ-695Е (1963—1970)
После того, как ЗИЛ начал производство V-образного восьмицилиндрового двигателя ЗИЛ-130, стал вопрос о комплектации ими автобусов ЛАЗ. В 1961 году были изготовлены первые опытные экземпляры автобуса ЛАЗ-695Е с двигателем ЗИЛ-130Я мощностью 150 л. с., улучшенной тормозной системой и новой коробкой передач.
Серийный выпуск ЛАЗ-695Е начался в 1963 г., за 1963 год их изготовили 394 экземпляра, но с апреля 1964 г. завод полностью перешёл на выпуск модели 'Е'. Всего до января 1970 г. изготовили 37 916 автобусов ЛАЗ-695Е, в том числе 1346 на экспорт.
Автобусы ЛАЗ-695Е 1963 г. выпуска внешне ничем не отличались от выпускавшихся в то же время автобусов ЛАЗ-695Б (если не считать, что появилась ещё одна выхлопная труба), но уже с 1964 г. все автобусы ЛАЗ получили новые закруглённые колёсные арки, по которым ЛАЗ-695Е и стал узнаваться внешне. ЛАЗ-695Е, в отличие от ЛАЗ-695Б, комплектовались ступицами передних и задних мостов, а также дисками колёс такими же, какие применялись на ЗИЛ-158. С 1969 года внедрён электропневматический привод управления дверьми.
В связи с этим был аннулирован кран управления дверьми, а на щитке приборов появились два переключателя (тумблера), а позже — две клавиши управления дверьми. С этого же года начали устанавливать задние мосты венгерского производства «Раба». На ЛАЗ-695Е был изменён щиток приборов: появилась комбинация приборов, другой спидометр. На машинах ЛАЗ-695Б и ЛАЗ-695Е отсутствовали верхние задние габаритные фонари. На базе автобуса ЛАЗ-695Е выпускался автобус ЛАЗ-697Е «Турист».
В связи с тем, что для изготовления основных деталей кузова ЛАЗ-695 использовались крупные штампы, производство и отладка которых требовала времени и крупных денежных затрат, следующий этап модернизации автобуса было решено провести в два этапа: на первом этапе следовало изменить заднюю часть кузова, крышу и модернизировать агрегаты, на втором этапе — заменить переднюю часть кузова. Проектирование новой модели было поручено ГСКБ по автобусам.

## ЛАЗ-695Ж (1963—1965)
В те же годы, совместно с лабораторией автоматических трансмиссий НАМИ, завод начал разработку гидромеханической трансмиссии для городского автобуса.
В 1963 г. на ЛАЗе была собрана первая промышленная партия автобусов с такой трансмиссией. Эти автобусы получили наименование ЛАЗ-695Ж. Впрочем, за два года (1963—1965) собрали всего 40 автобусов ЛАЗ-695Ж, после чего их выпуск был прекращён. Дело в том, что автобусы типа ЛАЗ-695 в основном использовались на пригородных линиях, а для напряжённых городских маршрутов они подходили мало, поэтому специально для крупных городов в середине 1960-х годов создали автобус ЛиАЗ-677, для которого и передавались все комплекты гидромеханических трансмиссий, выпускавшихся на ЛАЗе.
Автобусы ЛАЗ-695Ж внешне ничем не отличались от аналогичных автобусов с механической КПП того же периода изготовления.

## ЛАЗ-695М (1969—1976)
Первый опытный образец вышел на испытания в 1967 году. Комплекс нововведений, реализованных в 1969 году, позволил серьёзно усовершенствовать внешний вид базовой модели, которая стала называться ЛАЗ-695М.
Крыша автобуса стала плоской (с соответствующими изменениями в конструкции каркаса кузова и удалением остекления скатов крыши), были установлены более высокие боковые оконные стёкла, внесены изменения в отделку салона. Также автобус получил новый унифицированный задний мост «Rába» с планетарными редукторами в ступицах колёс и улучшенную тормозную систему с раздельным приводом передних и задних тормозов, изменённый щиток приборов, новые боковые указатели поворота и новые габаритные фонари, улучшенную шумоизоляцию моторного отсека от салона, алюминиевые пол, подножки и створки дверей. «Турбинный» центральный воздухозаборник сзади был заменён — сначала на узкие щели в задней части кузова выше капота, а позднее — на небольшие щели-«жабры» на боковинах.
В 1969 году началось серийное производство ЛАЗ-695М, в 1970 году завод полностью перешёл на выпуск ЛАЗ-695М.
В 1973 году на машины стали устанавливать колёсные диски изменённой конструкции: с коническими полками и окнами другой конфигурации. Окон в дисках стало не пять, а четыре.
В 1974 году автобус получил один общий глушитель вместо двух раздельных, применявшихся ранее. Машина стала на 100 мм короче, а её снаряжённая масса — больше. Кроме того, была изменена форма последних боковых окон и воздухозаборник двигателя, они были унифицированы с будущей моделью ЛАЗ-695Н.
Производство ЛАЗ-695М второго поколения продолжалось семь лет и за это время изготовили 52 077 экземпляров, в том числе 164 — на экспорт. На базе автобуса ЛАЗ-695М выпускался автобус ЛАЗ-697М «Турист».

## ЛАЗ-695Н (1974—2010)
Получив новую переднюю панель кузова с более высокими лобовыми стёклами и большим козырьком сверху, машина стала называться ЛАЗ-695Н. На этой модели задние и передние двери стали одинаковыми. Комбинация приборов и спидометр стали несколько меньшего диаметра. Первые опытные образцы были продемонстрированы в 1969 году.
В 1974 году завод начал серийный выпуск ЛАЗ-695Н.

Машины ЛАЗ-695Н конца 1970-х — начала 1980-х годов имели четыре вентиляционных люка в крыше и небольшие окошки снаружи над дверями в салон с подсвечиваемыми надписями «Вход» и «Выход», на более поздних машинах они были удалены, а количество люков сократилось до двух. Также поздние автобусы ЛАЗ-695Н отличаются от более ранних машин формой и расположением передней и задней светотехники. На ранних автобусах спереди были установлены прямоугольные фары производства восточногерманского комбината в Руле, такие же, как у автомобиля «Москвич-412», и алюминиевая фальшрадиаторная решётка. С середины 1980-х годов алюминиевую решётку упразднили, а фары стали круглыми. 
В 1978 году на базе ЛАЗ-695Н был разработан специальный учебно-тренировочный автобус для подготовки водителей, оснащённый дополнительным комплектом управления и комплектом фиксирующей аппаратуры (скоростемер СЛ-2М, тахограф 010/10, режимомер, трёхкомпонентный самописец перегрузок ЗП-15М и магнитофон).
Для Олимпиады-1980 и экспорта было выпущено незначительное количество автобусов модификации ЛАЗ-695Р с более удобными и мягкими сиденьями и двустворчатыми дверьми (которые ранее также были на опытных экземплярах ЛАЗ-695Н, но в серию не пошли). После Олимпиады автобусы этой модификации использовались как экскурсионные.
До 1991 года в обязательном порядке автобусы ЛАЗ-695Н имели большой открывающийся люк в передней стенке кузова — в случае военной мобилизации эти автобусы переделывались в санитарные, а люк предназначался для погрузки и разгрузки носилок с ранеными (через узкие двери носилки пронести было бы невозможно). После 1991 года эту «лишнюю деталь» быстро упразднили.
В первой половине 1990-х годов на ЛАЗ-695Н появился гидроусилитель руля. Тогда же перестали устанавливать задние мосты «Раба» и вновь, как и много лет назад, начали комплектовать машину двойной главной передачей (без колёсных редукторов).
На базе автобуса ЛАЗ-695Н выпускались автобусы ЛАЗ-697Н «Турист» (1975—1978) и ЛАЗ-697Р «Турист» (1978—1985).
Автобусы этой модификации всё ещё встречаются в странах бывшего СССР в качестве пригородных, служебных и учебных.

## ЛАЗ-695Т (2000—2010)
Автобус ЛАЗ-695Т является модификацией ЛАЗ-695Н с двигателем ЯМЗ-236, без водительской двери с левой стороны.

## ЛАЗ-695НГ(1985—2010)
Модификация ЛАЗ-695Н, первый советский серийный автобус с силовой установкой на газообразном топливе, использовавший в качестве топлива сжатый природный газ высокого давления.

## ЛАЗ-692 (1986)
Для выполнения работ по ликвидации последствий аварии на Чернобыльской АЭС 22 мая 1986 года министерство автомобильной промышленности СССР разработало техническое задание, в соответствии с которым Львовскому автозаводу было поручено построить в июне 1986 года партию из пяти специальных автобусов ЛАЗ-692, оснащённых защитой от гамма-излучения и радиоактивной пыли.
ЛАЗ-692 производились на базе массовой модели ЛАЗ-695Н, но на них устанавливались свинцовые листы, закрывавшие большую часть окон, а на крыше, в которой отсутствовали люки, устанавливались системы фильтрации воздуха. ЛАЗ-692, наряду с гражданским ЛАЗ-695Н, использовался для эвакуации местного населения и для доставки ликвидаторов на Чернобыльскую АЭС. Затем эти автобусы были утилизированы, поскольку они подверглись сильному радиоактивному облучению и потому были непригодны для дальнейшего использования.

## ЛАЗ-695Д, ЛАЗ-695Д11 (1993—2002)
В 1993 г. на ЛАЗе в экспериментальном порядке пытались устанавливать на автобус ЛАЗ-695 харьковские дизельные двигатели Д-6112 от трактора Т-150 и 494Л — от военной техники. В том же 1993 году днепропетровским объединением «ДнипроЛАЗавтосервис» автобусы ЛАЗ-695Н стали оборудовать дизельными двигателями харьковского завода «Серп и молот» СМД-2307.
Но наиболее эффективными оказались усилия «Международного автоторгового объединения Украины». По его заказу на ЛАЗе разработали и начали производить серийно с 1995 г. дизельную модификацию автобуса — ЛАЗ-695Д, получивший имя собственное «Дана». Этот автобус оснащался дизелем Д-245.9 Минского моторного завода. Эта модификация автобуса выпускалась серийно на ЛАЗе до 2002 года и с 2003 г. выпускалась на днепродзержинском Днепровском автобусном заводе (ДАЗ).
В 1996 году проект дизельного автобуса был существенно переработан, в результате чего появился автобус ЛАЗ-695Д11 «Таня». Координацией этого проекта занималась фирма «Симаз», входящая в МАО. От предыдущей дизельной модели автобус «Таня» отличался распашными дверями в переднем и заднем свесе и установленными мягкими сиденьями в салоне. По большому счёту, это было возвращением к давно снятому с производства среднему междугородному автобусу ЛАЗ-697 в новом качестве и под новым названием. Модификация ЛАЗ-695Д11 «Таня» производилась серийно небольшими партиями.

## ЛАЗ-695 в 2002—2010 годы
В 2002 году контрольный пакет акций ЛАЗа был приобретён российскими бизнесменами.
В мае 2002 года пресс-служба Львовского автозавода объявила о прекращении производства всех модификаций автобусов ЛАЗ-695 и в июне 2002 года производство всех модификаций ЛАЗ-695 во Львове было прекращено.
Но производство автобусов ЛАЗ-695Н не прекратилось. Вся технологическая документация и оснастка была передана на ДАЗ, где продолжалась мелкосерийная сборка автобусов ЛАЗ-695Н до 2010 года. Днепродзержинские автобусы ЛАЗ-695Н отличаются от львовских отсутствием двери водителя, цельнотянутыми бортами без молдинга и жёлтым цветом поручней в салоне.

## Троллейбусы ЛАЗ-695Т
Стремительное развитие троллейбусных систем во многих городах СССР в начале 1960-х гг. и нехватка подвижного состава для них заставили начать выпуск троллейбусных машин в автобусных кузовах. Троллейбус на базе автобуса ЛАЗ-695Б впервые был изготовлен в Баку в 1962 г. и получил наименование БТЛ-62. Он был переделан из автобуса первого поколения 1959 г.
Летом 1963 г. первый троллейбус на базе автобусного кузова предположительно модели ЛАЗ-695Б был изготовлен непосредственно на ЛАЗе. В некоторой заводской документации указывался базовый кузов автобуса ЛАЗ-695Е. Однако, следует исходить из того, что в 1963 г. на ЛАЗе основным автобусом был ещё ЛАЗ-695Б, и только в 1964 г. завод полностью перешёл на производство ЛАЗ-695Е. Впрочем, по сути, в тот момент эти автобусы отличались только моделью устанавливавшегося двигателя, которого на троллейбусе не было, поэтому модель базового кузова в любом случае первого поколения для троллейбуса не принципиальна.
Львовский троллейбус получил наименование ЛАЗ-695Т и был изготовлен на заводе в количестве всего 10 штук. Все львовские троллейбусы остались работать в родном городе, а для других городов выпуск троллейбусов был развернут на Киевском заводе электротранспорта (КЗЭТ), где он получил наименование «Киев-5ЛА» (ЛАЗ-695Э). Для производства Киева-5 на КЗЭТ поступали готовые кузова львовских автобусов, а на заводе электротранспорта только монтировалось электрооборудования собственного производства. Всего на КЗЭТ в 1963—1964 гг. собрано 75 троллейбусов «Киев-5ЛА».
Однако мощностей Киевского завода не хватало для удовлетворения быстро развития троллейбуса даже в УССР, и к производству ЛАЗ-695Т подключился (в том же 1963 г.) Одесский автосборочный завод (ОдАЗ), который к этому времени уже передал производство своих самосвалов в Саранск и фактически остался без объекта производства. В Одессе троллейбус получил наименование ОдАЗ-695Т. Из Львова на ОдАЗ поступали автобусные кузова с элементами ходовой части, а из Киева — всё электрооборудование. Собранные на ОдАЗе троллейбусы в основном предназначались для троллейбусных парков близлежащих областных центров, имеющих троллейбусное движение. Всего в Одессе за три года (1963—1965 гг) собрали 476 троллейбусов ОдАЗ-695Т.
На троллейбусах типа ЛАЗ-695Т (а также Киев-5ЛА и ОдАЗ-695Т) был установлен электродвигатель мощностью 78 кВт. По сравнению с самым распространенным троллейбусом того времени МТБ-82, львовский троллейбус вышел намного легче и при сравнимой мощности двигателя и максимальной скорости (около 50 км/час) был более динамичным и экономичным. Хотя в то же время он был недолговечным (срок службы 7-8 лет) и маловместительным (часть электрооборудования разместилась в и без того тесном салоне с узкими проходами между сиденьями и узкими дверными проёмами), выпуск этих машин в какой-то мере позволил сократить дефицит в троллейбусном подвижном составе страны.

## В игровой и сувенирной индустрии
Так же, как и модели автобуса ЛиАЗ-677, масштабные модели ЛАЗа-695 всех модификаций в СССР не выпускались. Модель ЛАЗа-695 выпускают производители «Vector Models» (695Н), «ULTRA Models» (695 и 695Б), «Финоко» (695Н), «Classicbus» (695Е и 695Н), «Demprice» (695Н), «Советский автобус» (695Н и 695Р), «Автомобиль в деталях (AVD)» (695Н).
Фирма Modimio выпустила несколько моделей автобуса ЛАЗ-695 в рамках журнала «Наши автобусы». 30 ноября 2019 года вышел первый выпуск журнала «Наши автобусы» — ЛАЗ-695Н «Вечный герой». Модель высокого качества, сделана из металла и пластика, белого цвета с голубыми полосами. 13 февраля 2021 года вышел спецвыпуск № 1 журнала «Наши автобусы» — ЛАЗ-695Б санитарный. Модель высокого качества, сделана из металла и пластика, цвета хаки, с носилками для раненых в салоне. 7 мая 2021 года вышел выпуск № 23 журнала «Наши автобусы» — ЛАЗ-695М «Продукт эволюции». Модель высокого качества, сделана из металла и пластика, белого цвета с зелёными полосами. 11 сентября 2021 года вышел выпуск № 29 журнала «Наши автобусы» — ЛАЗ-695Е «Революционная формула». Модель высокого качества, сделана из металла и пластика, белого цвета с синими полосами. 5 февраля 2022 года вышел выпуск № 33 журнала «Наши автобусы» — ЛАЗ-695Р «Олимпийский новобранец». Модель высокого качества, сделана из металла и пластика, белого цвета с зелёными полосами. 4 июня 2022 года вышел спецвыпуск № 5 журнала «Наши автобусы» — АС-5 (ЛАЗ-695Н) «Отважный брандмейстер». Модель высокого качества, сделана из металла и пластика, в пожарной раскраске. Все журналы, кроме спецвыпусков, содержат в себе красочную наклейку с изображением автобуса. Также фирма Railwaytag выпустила значки ЛАЗ-695Н.

В компьютерных играх ЛАЗ-695 встречается в: Motor Depot, Workers & Resources: Soviet Republic, Bus Driver Simulator, Bus World.

## Галерея
- ЛАЗ-695, так называемый «фестивальный» (1957 г.)
- ЛАЗ-695Е выпуска 1964-1969 годов
- ЛАЗ-695Е на фестивале "ПроДвижение" 2025.
- ЛАЗ-695М ранняя версия выпуска 1969-1974 годов
- ЛАЗ-695Н выпуска 1990 года (Минск)
- Автобус ЛАЗ-695 на почтовой марке 2015 года